# Skinhate
«SKINHATE» — український хардкор і ню метал гурт з міста Покров, створений у 1999 році. Мова виконання — українська.

## Історія гурту

### Утворення і початок діяльності
Все почалося з утворення в серпні 1994 року гурту Некропедофил, який дав один виступ у Нікополі і мав наступний склад: Андрій «Юрик» Дядюра на вокалі й гітарі, Олександр «Степан» Степаненко на бас-гітарі і Олександр «КухХхтя» Кухтін на ударних. У жовтні того ж року гурт змінив назву на Godless, коли на вокалі з'явився Олександр «Єфим» Єфименко, і знов виступив у Нікополі. Потім із 1995 по 1997 рік хлопці створюють гурт Virgin Cunt, що концертує в Покрові та навколишніх містах, але замість Андрія Дядюри гітару до рук бере Віталій «Кузьма» Кузнецов.
У 1998 році Олександр Єфименко полишає гурт у зв'язку з переїздом до Дніпра, але повертається Андрій Дядюра як гітарист і на вокал приходить Євген «Ж. К.» Лашко, на бас-гітарі став грати Віталій Кузнецов. У такому складі гурт бере назву Hate і виступає, зокрема, в 1999 році на центральній площі Покрова на святковому концерті, присвяченому Дню Незалежності України. У тому ж році гурт запрошено на концерт до Києва, де з'ясувалося, що вже існує гурт з такою ж назвою, тому було прийнято рішення назватися Skinhate.
Автор логотипу гурту — Євген «Ж. К.» Лашко.

### Війна в головах (2001—2002)
У 2000 році Віталій Кузнецов сів до в'язниці, тому на його місце прийшов Антон «Калина» Єлісін. У цьому ж році відбулася перша страшна трагедія в гурті — було вбито гітариста і одного з засновників колективу Дядюру Андрія.
Альбом «Війна в головах» було видано в 2001 році компанією «Moon Records». Стилем виконання є хардкор із жорстким реп-вокалом, у текстах присутня ненормативна лексика. «Фішкою» диска є семпли з різних американських фільмів із російським озвученням, що є епіграфами до пісень. Альбом присвячено пам'яті вбитого Дядюри Андрія. Після виходу «Війни в головах» хлопці вирушили в тур великими містами України.
У 2002 році Віталій Кузнецов повернувся з в'язниці до гурту і виступив із ним, зокрема, у Гомелі.

### Квиток до раю (2002—2006)
У 2002 році на лейблі «Moon Records» було випущено альбом «Квиток до раю», тексти якого розповідають про ще більшу ненависть до людських пороків (наприклад, пісні «Квиток до раю», «Так!» і «Самоліквідатор») та прагнення людини розібратись у собі та в своєму ставленні до світу (пісні «Три місяці» та «Нескінченна»).
У 2003 році Євген Лашко переїжджає жити до Києва, тому має можливість бачитися з гуртом лише на концертах у великих містах. Тоді ж він без дозволу інших учасників гурту вирішив зміксувати пісні з попередніх альбомів, і так було видано поки що єдиний альбом міксів «Hatemix».

2004 рік відзначився виступом на Майдані Незалежності в Києві і відходом з гурту Віталія Кузнецова у зв'язку з його переїздом до української столиці. На місце Віталія прийшов Сергій «Банан» Маришев із гурту Банановий Гай.

### Навкруги (2006—2010)
Третій альбом гурту «Навкруги» записувався протягом 2005 року і був виданий у 2006 році на лейблі «Moon Records». У порівнянні з попередніми альбомами «Навкруги» звучить іще важче; тексти стали жорсткішими (пісні «Навкруги», «Понеділок»), але знайшлося місце і для «лірики» (пісня «Мєдляк»).

У 2006 році через розбіжності з іншими учасниками Skinhate'у його тимчасово полишив вокаліст Євген Лашко, на чиє місце прийшов Дмитро «Куст» Кустіков, що до цього грав у гуртах ГроХіт і Банановий Гай.

У 2008 році з гурту пішов басист Сергій Маришев, тому сесійним бас-гітаристом було взято Олексу Фісюка, що є гітаристом дніпровського гурту Disentrail. Тоді ж до гурту повернувся Євген Лашко, але в 2009 році після київського концерту він пішов вдруге.

### Інтернет-сингли (2010—дотепер)
У квітні 2010 року Skinhate випустив новий сингл «ZDATEN» із Дмитром Кустіковим на вокалі, що було записано в домашніх умовах. Тоді ж замість Олекси Фісюка до гурту знову повертається Віталій Кузнецов.

3 січня 2011 року до Інтернету було викладено довгоочікуваний новий сингл «Bull-DoZeR», а 15 березня — іще один сингл «Грань» і перший відеокліп на нього. Цей сингл присвячено пам'яті Олександра «Єфима» Єфименка, що пішов із життя 22 червня 2010 року і був вокалістом гуртів-попередників Skinhate: Godless i Virgin Cunt та просто добрим другом хлопців.

### НеЯкУсі (2016—2023)
В липні 2016 Skinhate представили новий альбом НеЯкУсі . Пісні в цьому релізі були написані в період з 2007-го по 2012 роки, в написанні брали участь всі колишні музиканти колективу, в тому числі Євген Лашко, Олександр Степаненко, Євген Липський та Віталій Кузнєцов. Вживу альбом був зіграний на фестивалі "Файне Місто" .

### Палай (2023—дотепер)
6 жовтня 2023 відбулася презентація нового треку Жнива. 

## Склад
- Куст (Кустіков Дмитро) — вокал, гітара
- КухХхтя (Кухтін Олександр) — ударні
- Кузьма (Кузнецов Віталій) — бас-гітара
- Степан (Степаненко Олександр) — гітара

## Колишні учасники
- Юрик (Дядюра Андрій) — вокал, гітара (1999-2001)
- Ж. К. (Лашко Євген) — вокал (1999-2006; 2008-2009)
- Банан (Сергій Маришев) — бас-гітара (2004-2008)
- Фісюк Олекса — бас-гітара (2008-2010)
- Калина (Єлісін Антон) — бас-гітара (2000-2002)

## Цікаві факти
- Незважаючи на назву, жодного стосунку до руху скінхедів та неонацистів хлопці не мають, однак така назва завадила виданню альбомів колективу в Росії[4].
- На творчість колективу до певної міри вплинули такі виконавці: Slayer, Korn, Sepultura, Slipknot, Soulfly, Biohazard, Machine Head тощо.

## Дискографія

### Skinhate

#### Студійні альбоми
- 2001 — Війна в головах
- 2002 — Квиток до раю
- 2003 — Війна в головах + bonus (перевидання)
- 2004 — Hatemix
- 2006 — Навкруги
- 2016 — НеЯкУсі [5]
- 2023 — Палай

#### Сингли
- 2010 — ZDATEN
- 2011 — Bull-Dozer
- 2011 — Грань
- 2015 — Як усі
- 2022 — Нафталін
- 2023 — Жнива

### Сайд-проєкти
- 2004 — Shock The Monkey (Альбом Ж. К.)
- 2005 — Electrode (Альбом Ж. К. за участі гуртів «Гаплик», «ТОЛ», «The Obolon Bastardz»)

## Відеографія
- 2001 — Пістолет
- 2001 — Біль
- 2011 — Грань
- 2016 — 32

## Виноски
1. ↑  Відкритий лист до фанів Skinhate (рос.). Архів оригіналу за 4 січня 2011. Процитовано 9 червня 2010.
2. ↑  Ексклюзивне інтерв'ю з Ж. К. (рос.). Архів оригіналу за 17 вересня 2010. Процитовано 9 червня 2010. [Архівовано 2010-09-17 у Wayback Machine.]
3. 1 2  SKINHATE представили новий альбом «НеЯкУсі». Архів оригіналу за 22 грудня 2023. Процитовано 22 грудня 2023.
4. ↑  інтерв'ю Skinhate у Гомелі (рос.). Архів оригіналу за 25 серпня 2011. Процитовано 21 серпня 2009. [Архівовано 2011-08-25 у Wayback Machine.]
5. ↑  НеЯкУсі на notatky.ua. Архів оригіналу за 6 липня 2016. Процитовано 6 липня 2016.